# Owain Ddantgwyn
Owain Ddantgwyn es la forma reconocida formalmente para el nombre de un príncipe de Gales del Norte, probablemente un rey de Rhos en el s. V.

## Genealogía de Owain Ddantgwyn
La ortografía moderna de su nombre sería Owain Danwyn (Owen de los dientes blancos). Owain aparece en varias genealogías como hijo de Einion Yrth y padre de Cynlas Goch. Según el Bonedd y Saint (libro sobre la genealogía galesa de los santos) Owain fue también el padre de SS. Einion Frenin (el rey), Seiriol, Meirion y probablemente de otros. Aparte de estas genealogías, no existen más evidencias documentales sobre su vida.

## Identificación con el rey Arturo
Algunos historiadores han conjeturado que Owain podría ser el Rey Arturo “real”. Esta teoría ha sido propuesta por Graham Phillips en su libro King Arthur: The True Story  (El rey Arturo: La verdadera historia (1992). En el libro se sugiere que “Arturo” era un título para identificar a Owain en un pasaje de la obra De Excidio Britanniae. Su autor contemporáneo, Gildas, se refiere (en latín) al hijo de Owain, Cynlas, literalmente como “guiador del carro que es el receptáculo del oso”. Oso en galés es “Arth”, por lo que Phillips deduce que Arturo era el predecesor de Cynlas, reconociéndolo en la genealogía de Owain. En la obra también se indica que Owain gobernó en Powys. La hipótesis de que Owain pueda ser el rey Arturo se basa en las relaciones entre Owain y su sobrino Maelgwn Hir, comparando esta relación con la del Arturo y Mordred de la leyenda. Maelgwn “el dragón de la isla” es amonestado por Gildas por el asesinato de su tío (Owain) para ocupar su trono, evento similar a la leyenda en la que Mordred asesina a su padre.
También se discute la posible conexión entre este Owain de Rhos y la leyenda del rey Arturo, debido a la similitud del epíteto de Owain, Ddantgwyn, que significa “dientes blancos” y el nombre de la legendaria espada Dyrnwyn, que significa “puño blanco”.
Dyrnwyn , la espada, se asocia con Rhydderch Hael (muerto c.614), un importante rey que gobernó el norte del Reino de Strathclyde después de la muerte de Owain. Rhydderch Hael fue también un importante protagonista de la guerra librada contra el sobrino nieto de Owain, Rhun Hir ap Maelgwn, que había sucedido a Maelgwn Hir en c.547 como rey de Gwynedd. En el transcurso de esta guerra, fallecería Rhun de Gwynedd en la batalla de Strathclyde (c.586).
La espada Dyrnwyn fue uno de los Trece Tesoros de la Isla de Gran Bretaña y, al parecer poseía propiedades mágicas, similares a las asociadas con la legendaria espada de Arturo, Excalibur.